# Aubenas (tổng)
Tổng Aubenas là một tổng của Pháp nằm ở tỉnh Ardèche trong vùng Rhône-Alpes.
Tổng này được tổ chức xung quanh Aubenas ở quận Privas. Độ cao biến thiên từ 167 m (Saint-Étienne-de-Fontbellon) đến 864 m (Lentillères) với độ cao trung bình là 312 m.

## Hành chính
| Giai đoạn | Ủy viên              | Đảng | Tư cách            |
| --------- | -------------------- | ---- | ------------------ |
| 1994-2001 | Stéphane Alaize      | PS   | Thị trưởng Aubenas |
| 2001-2008 | Jean-Pierre Constant | RPR  | Thị trưởng Aubenas |
| 2008-2014 | Jean-Pierre Constant | UMP  | Thị trưởng Aubenas |

## Các đơn vị hành chính
Tổng Aubenas bao gồm 9 xã với dân số 18 237 người (điều tra năm 1999, dân số không tính trùng).
| Xã                          | Dân số | Mã bưu chính | Mã insee |
| --------------------------- | ------ | ------------ | -------- |
| Ailhon                      | 336    | 07200        | 07002    |
| Aubenas                     | 11 018 | 07200        | 07019    |
| Fons                        | 264    | 07200        | 07091    |
| Lachapelle-sous-Aubenas     | 1 259  | 07200        | 07122    |
| Lentillères                 | 175    | 07200        | 07141    |
| Mercuer                     | 1 010  | 07200        | 07155    |
| Saint-Didier-sous-Aubenas   | 731    | 07200        | 07229    |
| Saint-Étienne-de-Fontbellon | 2 297  | 07200        | 07231    |
| Saint-Sernin                | 1 147  | 07200        | 07296    |

## Thông tin nhân khẩu
| 1962                                                     | 1968   | 1975   | 1982   | 1990   | 1999   |
| -------------------------------------------------------- | ------ | ------ | ------ | ------ | ------ |
| 12 207                                                   | 14 264 | 16 687 | 17 100 | 17 714 | 18 237 |
| Nombre retenu à partir de 1962 : dân số không tính trùng |        |        |        |        |        |